# DOS Shell
DOS Shell (doslovni prijevod: DOS-ljuska, uobičajeno se prevodi kao: DOS naredbeni redak) je program za izdavanje naredba računalu - tipkanjem. Većina naredba služila je za upravljanje datotekama i mapama. Prvi put dostupan u lipnju 1988. godine, zajedno s MS-DOS-om i PC DOS-om (IBM DOS-om) 4.0. Program je bio razvijan do inačice 6.0. Na dodatnom disku ga je Microsoft isporučivao do inačice 6.22 kao dodatak (add-on). IBM ga je u svom PC-DOS -u držao do inačice PC DOS 2000.